# Diaea xanthogaster
Diaea xanthogaster är en spindelart som först beskrevs av Ludwig Carl Christian Koch 1875.  Diaea xanthogaster ingår i släktet Diaea och familjen krabbspindlar.
Artens utbredningsområde är New South Wales. Inga underarter finns listade i Catalogue of Life.